# Черній Сергій Олександрович
Сергій Олександрович Черній (нар. 9 квітня 1984, Київ, УРСР) — український футболіст, захисник.

## Життєпис
Народився в Києві. У ДЮФЛУ з 1999 по 2001 рік виступав за столичні «Динамо-2» та «Динамо». У сезоні 2000/01 років перебував у заявці «Динамо-2» з Першої ліги України, але грав виключно за «Динамо-3». У футболці столичного клубу дебютував 28 жовтня 2000 року в нічийному (0:0) домашньому поєдинку 13-го туру групи А Другої ліги України проти золочівського «Сокола». Сергій вийшов на поле на 89-й хвилині, замінивши Ярослава Карабкіна. За два сезони, проведені в «Динамо-3», у Другій лізі України зіграв 24 матчі.
Навесні 2003 року перейшов у «Борисфен», але одразу ж був відправлений у другу команду. У футболці «Борисфена-2» дебютував 5 квітня 2003 року в програному (0:1) виїзному поєдинку 16-го туру групи Б Другої ліги України проти мелітопольського «Олкома». Черній вийшов на поле в стартовому складі та відіграв увесь матч. Єдиним голом за другу команду бориспільців відзначився 12 жовтня 2003 року на 35-й хвилині переможного (3:1) виїзного поєдинку групи А Другої ліги України проти рівненського «Вереса». Сергій вийшов на поле в стартовому складі та відіграв увесь матч. У другій половині сезону 2003/04 років провів у бородянській «Системі-Борекс», у футболці якої зіграв 13 матчів у Першій лізі України. У футболці першої команди «Борисфена» дебютував 7 серпня 2004 року в переможному (1:0) виїзному поєдинку 1/32 фіналу кубку України проти чернівецької «Буковини». Черній вийшов на поле в стартовому складі, а на 70-й хвилині його замінив Олексій Городов. У Вищій лізі України дебютував 25 вересня 2004 року в нічийному (0:0) виїзному поєдинку 8-го туру проти луцької «Волині». Сергій вийшов на поле в стартовому складі та відіграв увесь матч. За чотири з половиною сезони у складі «Борисфена» у чемпіонатах України зіграв 63 матчі, ще 5 матчів зіграв у кубку України. Також зіграв 27 матчів (1 гол) за «Борисфен-2».
Навесні 2007 року підписав контракт з «Десною». У футболці чернігівського клубу дебютував 20 березня 2007 року в програному (1:2) домашньому поєдинку 22-го туру Першої ліги України проти «Львова». Черній вийшов на поле на 3-й хвилині, замінивши Олександра Полуницького. У другій половині сезону 2006/07 років зіграв 12 матчів у Другій лізі України.
З 2007 по 2014 рік виступав за аматорські колективи «Сталь-2» (Алчевськ), «Артист» (Київ), «Зірка» (Київ), «Добро» (Київ) та «Любомир» (Ставище). У сезонах 2008/09 та 2013/14 років виступав за нижчолігові польські клуби.